# Golyvás túzok
A golyvás túzok (Ardeotis australis)   a madarak osztályába, azon belül a túzokalakúak (Otidiformes) rendjébe és a túzokfélék (Otididae) családjába tartozó faj.

## Elterjedése, élőhelye
Ausztrália, Pápua Új-Guinea és Indonézia déli területén honos.

## Megjelenése
A hím átlagos magassága 1,2 méter, szárnyfesztávolsága 2,3 méter, testsúlya 6,3 kg. A tojó valamivel kisebb, átlagos magassága 80 centiméter, szárnyfesztávolsága 1,8 méter, testsúlya 3,2 kg. Ez a faj Ausztrália legnagyobb röpképes madara, mégis az Ardeotis nem legkisebb képviselője.